# Шановний варвар
«Шановний варвар» (англ. The Honorable Barbarian) — роман жанру героїчного фентезі Лайона Спрег де Кемпа, вперше опублікований  1989 року виравництвом Del Rey Books. За внутрішньою хронологією книга є шостою в «Новарійської серії».

## Зміст
Корівник Еомара
Джоріану, колишньому королю Ксілара, вистачило пригод на все життя. Коли його молодший брат Керін, вчиняє необережність з Аделізою, донькою сусіда, його відправляють у поспішну пошукову місію, щоб розкрити секрет вдосконаленого годинника для сімейної фірми. Прагматичний, обережний, він готується до своєї подорожі за допомогою прискореного курсу з корисних навичок свого досвідченого брата: брехня, злом, фехтуванням та іноземні мови. Йому заважає, а іноді й допомагає, безтілесний дух з Другої реальності Белінка, якому Аделіза доручила забезпечити вірність Керіна.
Він направляється у портове місто Віндію, щоб кораблем помандрувати на схід: через Внутрішнє море, море Сикон і Східний океан до імперії Куромон.
Корабель «Яскрава рибка»
Він сідає на торговий корабель «Яскрава рибка» до держави Салімор, де знайомиться з помічником чаклуна Рао, який везе таємне послання від Мальванського короля до імператора Курамону.
Рао просить Керіна допомогти доставити послання перед тим як гине по необережності під час зупинки в одному з портів.
Чаклунка-навігатор Джанджі підозрює небезпеку для себе від поїздки Керіна і збурює ревність капітана, щоб згубити його.
Керін втікає на човні і висаджується на тропічному острові Кінунгунг.
Острів Кінунгунг
Він зустрічає відлюдника Пвану, який вчить його виживати в дикій природі.
Пвана розповідає, що він розвивав у Саліморі культ маловідомого бога Баутонга, однак зрештою йому довелось втекти від його гніву на цей острів.
Піратський корабель
На острів висаджуються пірати на чолі з садистом Мальто, вони мають намір згвалтувати і закатувати обох чоловіків.
Доки Керін відволікає їх розповідями, Пвана втікає і, використавши свою шапку-невидимку та сонне зілля, присипляє піратів.
Вбивши сонних піратів, Пвана та Керін захоплюють корабель і визволяють бранку — саліморську принцесу Ноджирі.
Від принцеси Пвана дізнається про зміну монарха в Саліморі, а Керін дізнається про проблеми Пвани з владою.
Біля берегів Амбока
Втрьох вони направляють корабель до острова на якому розміщена столиця Салімору Кватна.
На острові Пвана залишає їх. В столиці Керін відводить Ноджирі до будинку її дядька очікуючи на винагороду, але його проганяють.
Місто Кватна
Він дізнається, що Пвана вирішив вернути собі посаду голови гільдії чаклунів і йде до його суперника Клунга, щоб запропонувати свої послуги за отримання інформації про Ноджирі. Він пропонує тому привезти куромонський винахід — компас, за яким полюють конкуруючі гільдії.
Клунг дізнається, що Ноджирі віддали Пвані для принесення в жертву. Вони вирішують викрасти її з вежі Баутонга (на превелике невдоволення Белінки).
Храм Баутонга
Використавши фантома для відвернення уваги вартових, Керін піднімається по магічній мотузці до вікна Ноджирі та витягує її з вежі.
Вони втікають на куромонський корабель і одружуються, щоб запобігти екстрадиції.
Для викрадення Ноджирі, Пвані підсилає демона з П'ятої реальності в її каюту, однак Керін блокує демона і вимушує відступити.
Під час подорожі Керін вивчає куромонську мову.
Заборонена територія
Прибувши в Куромон, Керін видає себе за посланця Рао і з дипломатичним почтом мандрує до столиці.
Далі його перепроводжують через гігантську бюрократичну систему східного стилю до імперського чаклуна Ошими.
В листі Мальванського короля є інструкція створення магічного віяла, яке було втрачене століттями тому. Воно має властивість змушувати все, на що ним махають, зникати без сліду. Це було забаганкою імператора Дзучен, натомість він ділився з мальванцями секретом виготовлення компасу. 
Покої імператора
Ошима виготовляє нове віяло і імператор випробовує його на слузі.
За допомогою книги з інструкціями повернення, імператор повертає слугу.
Перед отриманням винагороди виникають утруднення, бо Керіна підозрюють у підміні посланця.
Імператор необачно обмахується віялом і зникає.
Керін отримує перевагу заволодівши віялом, але вирішує повернути імператора. Він повертає імператора, але ним виявляється імператор Цотуга, який зник 100 років тому ще від першого віяла.
Він забороняє повертати ще одного імператора і відправляє назад Керіна з щедрими подарунками.
В Кватні Керін з Ноджирі використавши популярні в Куромоні ролики втікають від переслідування до будинку Клунга.
Той переносить їх за допомогою свого винаходу — машини переміщення в просторі до Кортолі.